# 蒼鷹丸
蒼鷹丸 (そうようまる) は、水産研究・教育機構が所有している日本の調査船。同機構中央水産研究所に所属している。

## 概要
蒼鷹丸は、本州、四国沖合の太平洋で海洋生産力調査、海洋放射能調査、海洋環境調査、漁業資源調査などの漁業に関連した海洋調査を行なっている。 
母港は神奈川県横浜市金沢区の水産研究・教育機構中央水産研究所に近い横浜市金沢港であり、水産研究所桟橋という専用の桟橋を持つ。水産研究所桟橋は立入禁止であるが、水産研究・教育機構中央水産研究所（横浜庁舎）の一般公開の際に見学可能である。歴代の蒼鷹丸は日本近海の貝類の調査で先駆的役割を果たした。

## 歴代

### 初代
1911年4月、三菱造船長崎造船所にて建造。202トン、全長34m。330馬力（およそ240kW）のディーゼルエンジンを動力とし、最大速力10.5ノット（およそ19km/h）である。はじめは水産講習所に所属していたが、1929年に独立した水産試験場に移管され、1949年の改組によって東海区水産研究所に引き継がれた。1955年に代船と交替。

### 2代目
1955年3月、佐世保船舶工業により建造。257トン、全長36m。500馬力のディーゼルエンジンを動力とし、最大速力11.8ノットである。1970年に代船と交替。

### 3代目
1970年3月、臼杵鉄工所により建造。494トン、全長46m。800馬力のディーゼルエンジン2基を動力とし、最大速力14.3ノットである。1989年の改組によって中央水産研究所に引き継がれ、1993年研究所の移転に伴い定繋港を横浜港に移した。1994年に代船と交替。

### 4代目
1994年10月、三菱重工業下関造船所にて建造。